# Dorcadion carolisturanii
Dorcadion carolisturanii là một loài bọ cánh cứng trong họ Cerambycidae.